# Choi Jin-young
Choi Jin-young (en hangul, 최진영; 17 de noviembre de 1970 – 29 de marzo de 2010) fue un actor y cantante surcoreano. 

## Carrera
Choi dio sus primeros pasos en la industria como modelo de comerciales de televisión en 1987 y emprendió su camino como actor tres años después. Sin embargo, su salto a la fama tuvo lugar en 1993 gracias al programa de televisión Our Paradise. Su innegable parecido con su hermana mayor, la renombrada actriz Choi Jin-sil, le brindó un sólido punto de partida en su carrera. Además, su juvenil imagen le permitió forjar su reconocimiento a través de variados dramas coreanos, anuncios publicitarios y películas. Aunque su trayectoria inicial experimentó altibajos, Choi encontró un nuevo rumbo en 1999 al volver como cantante después de completar su servicio militar, bajo el nombre artístico SKY. Su álbum debut Final Fantasy logró un éxito, con el sencillo «Forever» liderando las listas musicales. Si bien lanzó dos álbumes más, su tercer y último trabajo discográfico se lanzó públicamente en 2004. En 2007, Choi retornó al ámbito actoral al asumir un papel secundario en la serie It's OK Because I Love You, aunque esta aparición no logró capturar gran atención.
Cuando su hermana se quitó la vida el 2 de octubre de 2008, las imágenes del actor con lágrimas en los ojos y la imagen de su hermana conmocionaron a la nación, y sus seguidores lloraron junto a él mientras encabezaba el cortejo fúnebre. Siguiendo los deseos de su difunta hermana de completar su educación universitaria, Choi se matriculó en la Universidad de Hanyang en 2009, donde estudió actuación. En esa épotca, interpretó el papel de Demetrio en una producción teatral de A Midsummer Night's Dream de Shakespeare.
Después del fallecimiento de su hermana, Choi luchó contra la depresión, lo que lo llevó a cancelar contratos durante más de un año. Amigos cercanos revelaron que Choi intentó varias veces quitarse la vida y que sufrió de una sobredosis estomacal en 2009. A pesar de las súplicas de su madre para que consultara a un médico, Choi optó por confiar en la automedicación, recurriendo a medicamentos de venta libre que compró en la farmacia. En enero de 2010, Choi firmó con una nueva agencia, MCloud Entertainment, y anunció su intención de retomar sus actividades en el primer semestre del año. Sin embargo, mientras se acercaba su regreso, su nivel de estrés aumentaba y experimentaba frustración debido a su incapacidad para asegurar un papel en alguna serie de televisión.

## Fallecimiento
El 29 de marzo de 2010, Choi se quitó la vida utilizando un cable eléctrico en el ático de su apartamento en Nonhyeon-dong, Seúl. Su madre y una mujer identificada como Chung, una estudiante universitaria más joven que él, encontraron su cuerpo. Ante la falta de respuesta de Choi al teléfono, Chung alertó a la madre, y ambas acudieron rápidamente a su hogar. Preocupadas, llamaron a la policía y al equipo de rescate 119 alrededor de las 2:14 p. m. Choi fue llevado de urgencia al hospital de Gangnam, donde se le practicó RCP a las 2:46 p. m., pero fue declarado fallecido al llegar. El cuerpo de Choi fue incinerado y enterrado junto a su hermana en el Cementerio Kapsan en Yangpyeong, Gyeonggi.

## Discografía
| Título        | Detalles del álbum |
| ------------- | --- |
| Final Fantasy | - Lanzamiento: 17 de noviembre de 1999 - Discográfica: Doremi Media, KT Music Ver listaLista de canciones 1. 영원 2. 회상 3. MY LADY 4. BLUE MORNING 5. 다시 사랑할 수 있는 날까지 6. 작은 시간 7. FELL EMPTY 8. 언제나 항상 내 곁에 9. THE BEST IS YET TO COME 10. 영원 (BONUS TRACK.MR)                    |
| 영원 II       | - Lanzamiento: 12 de noviembre de 2001 - Discográfica: Wawa Entertainment Ver listaLista de canciones 1. 24시간의 신화 2. 인연 3. 悲歌 (비가) 4. 너를 위해 5. 영원 II 6. 고백 7. 罰 (벌) 8. 사랑하지만 9. 男兒一言重千今 (남아일언중천금) 10. 내 안의 너 11. 영원의 빛 (Instrumental) 12. Never Sky 13. 비야 |
| Sky the 3rd   | - Lanzamiento: 23 de septiembre de 2004 - Discográfica: Korean Association of Phonogram Producers Ver listaLista de canciones 1. 백야 2. 그때까지만 3. 나는 너를 A 4. 기약 5. 나를 6. 다시 시작 7. 나는 너를 B 8. 그녀는 눈물만 9. 바라만 볼께요 10. 사랑하니까 11. 그때까지만 (MR)                          |

## Filmografía

### Películas
| Título                                   | Año  | Papel         | Nota(s)           |
| ---------------------------------------- | ---- | ------------- | ----------------- |
| Let's Look at the Sky Sometimes          | 1990 | Tae-ho        |                   |
| You Know What? It's A Secret 2           | 1990 | Jun-seo       |                   |
| Is There a US Moon in the Sky of Itaewon | 1991 | Yu-jin        | Papel protagónico |
| Teenage Love Song                        | 1991 | Cheol-su      |                   |
| Beyond the Mountain                      | 1991 | Chim-hae      | Papel protagónico |
| I Want to Live Just Until 20 Years Old   | 1992 | Kim Cheol-soo |                   |
| 멀고 먼 해후                             | 1995 |               | Papel protagónico |
| Final Blow                               | 1996 |               |                   |
| Love Love                                | 1998 | Portero       |                   |

### Series de televisión
| Título                     | Año  | Cadena  | Papel         | Nota(s)           |
| -------------------------- | ---- | ------- | ------------- | ----------------- |
| 92' 고래 사냥              | 1992 | KBS 2TV | Byong-tae     | Papel protagónico |
| Our Paradise 2             | 1993 | MBC     | Woo Gyeong-gi | Papel de soporte  |
| Landscaping with My Wife   | 1996 | SBS     | Han Soo-jae   | Papel de soporte  |
| 아내가 있는 풍경           | 1996 | KBS 2TV |               |                   |
| Power of Love              | 1996 | MBC     | Lee Hyuk-joon |                   |
| 방울이                     | 1997 | MBC     | Jong-ho       |                   |
| It's OK Because I Love You | 2007 | KBS 2TV | Kang Seok-hun | Papel protagónico |

## Teatro
| Título                    | Año  | Papel    | Nota(s) |
| ------------------------- | ---- | -------- | ------- |
| A Midsummer Night's Dream | 2009 | Demetrio |         |

## Premios
| Premiación              | Año  | Categoría         | Trabajo nominado    | Resultado | Ref. |
| ----------------------- | ---- | ----------------- | ------------------- | --------- | ---- |
| Blue Dragon Film Awards | 1991 | Mejor nuevo actor | Beyond the Mountain | Ganador   |      |
| Chunsa Film Art Awards  | 1991 | Mejor nuevo actor | Beyond the Mountain | Ganador   |      |